# Sarkis Elgkian
Sarkis Elgkian (* 24. března 1972) je bývalý sovětský a arménský zápasník – klasik, který od roku 1993 reprezentoval Řecko.

## Sportovní kariéra
Zápasení se věnoval od 13 let. Specializoval se na řecko-římský styl. Po rozpadu Sovětského svazu v roce 1991 přijal nabídku reprezentovat Řecko. V roce 1996 startoval na olympijských hrách v Atlantě, kde prohrál v úvodním kole těsně 2:3 na technické body s Rumunem Marianem Sandu. Přes opravy nakonec obsadil 7. místo. Sportovní kariéru ukončil v roce 2000.

## Výsledky
| Turnaj             | Sovětský svaz | Sovětský svaz |      |      | Řecko | Řecko | Řecko | Řecko | Řecko |
| Turnaj             | 1990          | 1991          | 1992 | 1993 | 1994  | 1995  | 1996  | 1997  | 1998  |
| Turnaj             | 18            | 19            | 20   | 21   | 22    | 23    | 24    | 25    | 26    |
| Turnaj             | -48           |               |      |      | -52   | -57   | -57   | -58   | -58   |
| ------------------ | ------------- | ------------- | ---- | ---- | ----- | ----- | ----- | ----- | ----- |
| Olympijské hry     |               |               | —    |      |       |       | 7.    |       |       |
| Mistrovství světa  | —             | —             |      | ?    | 4.    | 4.    |       | —     | úč.   |
| Mistrovství Evropy | —             | —             | —    | ?    | 4.    | —     | úč.   | —     | —     |
| MS juniorů         | 1.            |               |      |      |       |       |       |       |       |